# Protorthemis
Protorthemis is een geslacht van libellen (Odonata) uit de familie van de korenbouten (Libellulidae).

## Soorten
Protorthemis omvat 4 soorten:
- Protorthemis celebensis Kirby, 1889
- Protorthemis coronata (Kaup in Brauer, 1866)
- Protorthemis intermedia Fraser, 1936
- Protorthemis woodfordi (Kirby, 1889)